# Acanthogorgia ramosissima
Acanthogorgia ramosissima is een zachte koraalsoort uit de familie Acanthogorgiidae. De koraalsoort komt uit het geslacht Acanthogorgia. Acanthogorgia ramosissima werd in 1889 voor het eerst wetenschappelijk beschreven door Wright & Studer. 